# Onciale 091
L'Onciale 091 (numerazione Gregory-Aland; "ε 30" nella numerazione Soden), è un codice manoscritto onciale del Nuovo Testamento, in lingua greca, datato paleograficamente al VI secolo.

## Descrizione
Il codice è composto da uno spesso foglio di pergamena di 320 per 280 mm, contenenti brani il testo del Vangelo secondo Giovanni (6,13-14.22-24). Il testo è su due colonne per pagina e 23 linee per colonna.

### Critica testuale
Il testo del codice è rappresentativo del tipo testuale alessandrino. Kurt Aland lo ha collocato nella Categoria II.

## Storia
Il codice è conservato alla Biblioteca nazionale russa (Gr. 279) a San Pietroburgo.